# Юнити (модуль МКС)
«Юнити», англ. Unity (в переводе с англ. — «Единство»), или англ. Node-1 (в переводе с англ. — «Узел-1») — первый полностью американский компонент Международной космической станции (юридически первым американским модулем может считаться ФГБ «Заря», который был создан в Центре им. М. В. Хруничева по контракту с компанией «Боинг»). Компонент представляет собой герметичный соединительный модуль с шестью стыковочными узлами, по-английски называемыми англ. nodes.
Модуль «Юнити» был выведен на орбиту 4 декабря 1998 года в качестве основного груза шаттла «Индевор» (сборочная миссия МКС 2А, миссия шаттла STS-88).
Соединительный модуль стал основой для всех будущих американских модулей МКС, которые были присоединены к его шести стыковочным узлам. Построенный компанией «Боинг» в цехах Центра космических полётов имени Маршалла в Хантсвилле, штат Алабама, «Юнити» стал первым из трёх запланированных подобных соединительных модулей. Длина модуля составляет 5,49 метра при диаметре 4,57 метра.
6 декабря 1998 года экипаж шаттла «Индевор» присоединил модуль «Юнити» через туннель-переходник PMA-1 к ранее запущенному ракетой-носителем «Протон» модулю «Заря». При этом в работах по стыковке применялась роботизированная рука «Канадарм», установленная на шаттле «Индевор» (для извлечения «Юнити» из грузового отсека шаттла и для подтаскивания модуля «Заря» к связке «Индевор»+«Юнити»). Окончательная стыковка двух первых модулей МКС осуществлялась включением двигателя корабля «Индевор».
Кроме «Зари», с «Юнити» также соединены американские модули «Дестини», «Транквилити» и шлюз «Квест» для выполнения ВКД в американских скафандрах, а также первой ферменной конструкции МКС Z1.
Через модуль также проходят критически важные маршруты по передаче электроэнергии, данных, жидкостей и газов для систем жизнеобеспечения. Более чем 50 000 механических устройств, 216 трубопроводов для передачи жидкостей и газов и 121 внутренний и внешний кабель, использующий более девяти километров провода, установлены в модуль. Основной материал для «Юнити» — алюминиевые сплавы.
Два стыковочных переходника конической формы установлены на обоих концах модуля перед его запуском на «Индеворе». Переходники PMA (англ. Pressurized Mating Adapter, герметичный соединительный переходник) позволяют системам стыковки, используемым на шаттлах и российских модулях, использовать шлюзы и причальные механизмы модуля. В настоящее время к PMA-1 постоянно присоединён модуль «Заря», PMA-2 использовался до момента прекращения полётов шаттлов для стыковки с ними.
Общая масса модуля с двумя коническими переходниками составляет 11 612 кг. На обшивке переходника между модулями «Юнити» и «Заря» смонтированы вычислительные системы, или мультиплексор-демультиплексоры (англ. MDM), которые служили для контроля и управления модулем «Юнити» на ранних этапах строительства станции. В это же время для связи с ЦУП в Хьюстоне и резервирования российской коммуникационной системы использовалась и система связи модуля, способная передавать данные, поддерживать аудио- и низкоскоростную видеосвязь.
Два оставшихся соединительных модуля станции (англ. Nodes) были построены для НАСА Европейским космическим агентством, а именно — итальянской компанией Alenia Aerospazio. Второй и третий модули («Гармония» и «Транквилити») немного длиннее, чем «Юнити» (около 6,3 метра), и на каждом, кроме шести причальных портов, смонтированы дополнительные крепления для научного оборудования станции (на «Юнити» таких креплений четыре, на «Гармонии» — восемь и шестнадцать на "Транквилити). ЕКА построило два дополнительных модуля в порядке взаимозачёта с НАСА за запуск к МКС европейского лабораторного модуля «Колумбус» и другого оборудования. Ещё один строившийся для МКС соединительный модуль, Node 4, так и не был запущен, поскольку в нём вскрылись существенные недостатки.